# John Hunter (Politiker, 1732)
John Hunter (* 1732 in Province of South Carolina; † 1802) war ein US-amerikanischer Politiker (Demokratisch-Republikanische Partei), der den Bundesstaat South Carolina in beiden Kammern des Kongresses vertrat.
John Hunter betätigte sich nach dem Abschluss seiner Schulausbildung im landwirtschaftlichen Bereich in der Nähe von Newberry. 1786 übernahm er sein erstes politisches Mandat, als er in das Repräsentantenhaus von South Carolina einzog, dem er bis 1792 angehörte. In diesem Jahr war er zunächst auch Mitglied des Electoral College, das US-Präsident George Washington einstimmig in seinem Amt bestätigte. Ebenfalls 1792 erfolgte seine Wahl in das Repräsentantenhaus der Vereinigten Staaten, wo er vom 4. März 1793 bis zum 3. März 1795 verblieb.
Nach dem Rücktritt von US-Senator Pierce Butler nahm Hunter dessen Platz im Kongress ein. Er saß ab dem 8. Dezember 1796 im Senat und legte dann selbst wiederum am 26. November 1798 sein Mandat nieder. In der Folge kümmerte er sich um seine heimische Plantage, ehe er im Jahr 1802 starb und im Newberry County beigesetzt wurde.